# 塔文纳

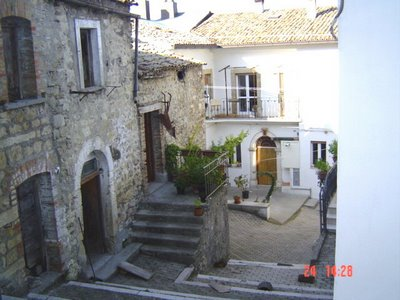
市容

塔文纳（義大利語：Tavenna）是意大利莫利塞大区坎波巴索省内的市镇，位于省会坎波巴索北边约40公里处。面积为22平方公里，人口数量为675人（2017年）。